# Всеобщие выборы в Либерии (2017)
Всеобщие выборы были проведены в Либерии 10 октября 2017 года, на выборах граждане избрали президента и депутатов Палаты представителей. Ни один из кандидатов не получил абсолютного в первом туре президентских выборов, поэтому на 7 ноября 2017 года был назначен второй тур президентских выборов, но из-за того, что кандидат Брамскин, занявший третье место в первом туре, оспорил результаты в Верховном суде Либерии, назначение второго тура было отложено до завершения расследования. Верховный суд отклонил обжалование, которое могло привести к повторному проведению первого тура. Второй тур прошёл 26 декабря. В нём одержал убедительную победу Джордж Веа, став 25-м президентом Либерии.

## Избирательная система
Президент избирается гражданами Либерии в два тура, в то время как 73 депутата Палаты представителей избираются путём голосования в первом туре голосования в одномандатных избирательных округах.

## Кандидаты
Бывший президент Эллен Джонсон Сирлиф, находившаяся в должности с 2006 года, согласно Конституции страны не имела права баллотироваться на третий срок.
- Джозеф Бокай, вице-президент с января 2006 года[9];
- Чарльз Брамскин[англ.], лидер партии Свободы и бывший президент Сената[10];
- МакДелла Купер[англ.], филантроп[11];
- Александр Б. Каммингс[англ.], бывший вице-президент и главный административный сотрудник Coca-Cola[12];
- Принц Джонсон, бывший лидер повстанцев[9];
- Джозеф Миллс Джонс, лидер Движения за расширение экономических возможностей и бывший председатель Центрального банка Либерии[13];
- Ричард Миллер, бизнесмен;
- Бенони Юри[англ.], бизнесмен;
- Джордж Веа, бывший футболист, проигравший выборы Эллен Джонсон Сирлиф на выборах 2005 года[14];
- Макдональд А. Венто, кандидат от Объединённой народной партии[15];
- Иеремия Хапоэ, бизнесмен[9].

## Опросы общественного мнения
| Опрос                         | Дата        | Голосовали | Бокай Единство | Веа КДП | Джонсон ФДУП | Урей Вселиберийская партия | Брумскин Партия свободы | Купер УЛД | Куммингс АНК | Прочие  |
| ----------------------------- | ----------- | ---------- | -------------- | ------- | ------------ | -------------------------- | ----------------------- | --------- | ------------ | ------- |
| Опрос                         | Дата        | Голосовали |                |         |              |                            |                         |           |              | Прочие  |
| Liberia Holding Consortium    | май 2017    | 275        | 29,45 %        | 21,18 % |              | 11,26 %                    | 16 %                    | 0,82 %    | 9,45 %       |         |
| Liberia Holding Consortium    | июнь 2017   | 484        | 36.36 %        | 18,38 % | 3,92 %       | 4,75 %                     | 13,22 %                 | 0,82 %    | 7,02 %       | 13,01 % |
| Liberia Holding Consortium    | август 2017 | 763        | 33,81 %        | 21,1 %  | 2,88 %       | 2,49 %                     | 12,45 %                 |           | 5,63 %       | 13,63 % |
| International Political Polls | август 2017 | 1 224      | 21,74 %        | 24,73 % | 8,72 %       | 6,38 %                     | 23,49 %                 |           | 9,55 %       |         |

## Результаты

### Президент
| Кандидат                                                  | Партия                                | 1-й тур   | 1-й тур | 2-й тур | 2-й тур |
| Кандидат                                                  | Партия                                | Голосов   | %       | Голосов | %       |
| --------------------------------------------------------- | ------------------------------------- | --------- | ------- | ------- | ------- |
| Джордж Веа                                                | Коалиция за демократическое развитие  | 441 839   | 39,2    | 732 185 | 61,5    |
| Джозеф Бокай                                              | Партия Единства                       | 334 162   | 29,6    | 457 579 | 38,5    |
| Чарльз Брумскин                                           | Партия свободы                        | 109 345   | 9,7     |         |         |
| Александр Куммингс                                        | Альтернативный национальный конгресс  | 77 298    | 6,9     |         |         |
| Принс Джонсон                                             | Движение за демократию и обновление   | 74 470    | 6,6     |         |         |
| Бенони Урей                                               | Вселиберийская партия                 | 17 796    | 1,6     |         |         |
| Джозеф Миллс Джонс                                        | Движение за экономическое развитие    | 9339      | 0,8     |         |         |
| Мак-Делла Купер                                           | Либерийская партия Возрождения        | 8915      | 0,8     |         |         |
| Генри Фахнублех                                           | Либерийская народная партия           | 8659      | 0,8     |         |         |
| Оскар Купер                                               | Беспартийный                          | 7826      | 0,7     |         |         |
| Мак-Дональд Венто                                         | Объединённая народная партия          | 6586      | 0,6     |         |         |
| Исаак Вилс                                                | Демократическая партия справедливости | 5024      | 0,4     |         |         |
| Симеон Фриман                                             | Движение за прогресс                  | 4787      | 0,4     |         |         |
| Элоис Кпадех                                              | Беспартийный                          | 4192      | 0,4     |         |         |
| Кеннеди Сэнди                                             | Либерийская партия преобразования     | 3989      | 0,4     |         |         |
| Уильям Тиндер                                             | Новая либерийская партия              | 3702      | 0,3     |         |         |
| Джордж Двех                                               | Redemption Democratic Congress        | 3614      | 0,3     |         |         |
| Джемиах Хапоэ                                             | Преобразование для Либерии            | 2964      | 0,3     |         |         |
| Яркпайювур Матор                                          | Беспартийный                          | 1456      | 0,1     |         |         |
| Венделл Мак-Инстош                                        | Демократическое действие              | 1197      | 0,1     |         |         |
| Недействительных голосов                                  | Недействительных голосов              | 66 171    | -       |         | -       |
| Всего                                                     | Всего                                 | 1 193 331 | 100     |         |         |
| Зарегистрировано избирателей/явка                         |                                       |           |         |         |         |
| Источник: NEC (3,991 of 5,390 polling stations reporting) |                                       |           |         |         |         |

### Палата представителей
| Партия                               | Голосов   | %     | Места | +/- |
| ------------------------------------ | --------- | ----- | ----- | --- |
| Коалиция за демократическое развитие | 234 767   | 15,64 | 21    |     |
| Партия Единства                      | 209 677   | 13,96 | 19    |     |
| Партия свободы                       | 131 187   | 8,74  | 3     |     |
| Народная единая партия               | 87 946    | 5,86  | 5     |     |
| Вселиберийская партия                | 76 158    | 5,07  | 3     |     |
| Движение за экономическое развитие   | 58 940    | 3,36  | 1     |     |
| Движение за демократию и обновление  | 50 560    | 3,37  | 2     |     |
| Либерийская партия преобразования    | 49 621    | 2,91  | 1     |     |
| Либерийская народная партия          | 43,619    | 2,91  | 1     |     |
| Партия победы перемен                | 28 385    | 1,89  | 1     |     |
| Народная партия Либерии              | 24 143    | 1,61  | 1     |     |
| Либерийский национальный союз        | 19 251    | 1,28  | 1     |     |
| Беспартийные                         | 235 261   | 15,67 | 12    |     |
| Недействительных голосов             | 81 442    | -     | -     | -   |
| Всего                                | 1 582 942 | 100   | 73    |     |
| Зарегистрировано избирателей/явка    |           |       | -     | -   |
| Источник: NEC                        |           |       |       |     |